# Max Landis
Max Landis (nascido em 3 de agosto de 1985) é um roteirista, diretor, produtor e ator americano. Ele escreveu Chronicle (2012), American Ultra (2015) e Victor Frankenstein (2015), e é o criador e showrunner de Dirk Gently's Holistic Detective Agency.
Landis também escreve roteiros de revistas em quadrinhos. Ele é o autor de Superman: American Alien (2015–2016) e Green Valley (2016–presente).

## Biografia
Landis nasceu em Beverly Hills, Califórnia, em 1985. Ele é o filho do diretor John Landis e da figurinista e historiadora Deborah Nadoolman Landis. Sua família é judia. Ele deixou a Beverly Hills High School por um internato terapêutico em Connecticut, mas ainda se formou com um diploma da Beverly Hills High School.

## Controvérsias
Em 22 de dezembro de 2017, Landis foi acusado de assédio sexual pela ex-colega de trabalho Anna Akana. Outras personalidades de Hollywood alegaram nas redes sociais que ele tinha uma reputação de má conduta sexual. A editora da revista MAD, Allie Goertz, estava entre elas e comentou que "não poderia imaginar alguém mais assustado em um mundo pós-Harvey Weinstein".

## Filmografia

### Longa-metragens
| Ano  | Título                         | Creditado como | Creditado como | Creditado como | Creditado como | Notas                      |
| Ano  | Título                         | Roteirista     | Diretor        | Produtor       | Ator           | Notas                      |
| ---- | ------------------------------ | -------------- | -------------- | -------------- | -------------- | -------------------------- |
| 1996 | The Stupids                    | Não            | Não            | Não            | Sim            | Papel: Grafiteiro          |
| 1998 | Blue Brothers 2000             | Não            | Não            | Não            | Sim            | Papel: Ghostrider          |
| 2010 | Burke & Hare                   | Não            | Não            | Não            | Sim            | Papel: Cocheiro Bonitão    |
| 2012 | Chronicle                      | Sim            | Não            | Não            | Não            |                            |
| 2015 | Me Him Her                     | Sim            | Sim            | Não            | Sim            | Papel: Observador na Festa |
| 2015 | American Ultra                 | Sim            | Não            | Não            | Não            |                            |
| 2015 | Victor Frankenstein            | Sim            | Não            | Não            | Não            |                            |
| 2016 | Mr. Right                      | Sim            | Não            | Não            | Executivo      |                            |
| 2017 | Bright (filme)                 | Sim            | Não            | Sim            | Não            |                            |
| —    | An American Werewolf in London | Sim            | Sim            | Não            | —              | Em desenvolvimento         |

### Televisão
| Ano           | Título                                  | Creditado como | Creditado como     | Notas                           |
| Ano           | Título                                  | Roteirista     | Produtor executivo | Notas                           |
| ------------- | --------------------------------------- | -------------- | ------------------ | ------------------------------- |
| 2005          | Masters of Horror                       | Sim            | Não                | Episódio: "Deer Woman"          |
| 2009          | Fear Itself                             | Sim            | Não                | Episódio: "Something with Bite" |
| 2016–presente | Channel Zero                            | Não            | Sim                |                                 |
| 2016–presente | Dirk Gently's Holistic Detective Agency | Sim            | Sim                | Criador e showrunner            |

### Curta-metragens
| Ano  | Título                           | Creditado como | Creditado como | Creditado como | Creditado como | Notas            |
| Ano  | Título                           | Roteirista     | Diretor        | Produtor       | Ator           | Notas            |
| ---- | -------------------------------- | -------------- | -------------- | -------------- | -------------- | ---------------- |
| 2012 | The Death and Return of Superman | Sim            | Sim            | Não            | Sim            | Papel: Ele mesmo |
| 2015 | Wrestling Isn't Wrestling        | Sim            | Sim            | Sim            | Sim            | Papel: Ele mesmo |

### Webséries
| Ano           | Título             | Papel                     | Notas                                          |
| ------------- | ------------------ | ------------------------- | ---------------------------------------------- |
| 2007          | Trailers from Hell | Ele mesmo como comentador |                                                |
| 2015–presente | Movie Fights       | Ele mesmo como competidor | 6 episódios                                    |
| 2015          | Best of the Worst  | Ele mesmo                 |                                                |
| 2016          | Honest Trailers    | Roteirista                | Episódio: "Batman v Superman: Dawn of Justice" |

### Vídeos musicais
| Ano  | Título          | Artista       | Papel   |
| ---- | --------------- | ------------- | ------- |
| 2015 | "One Last Time" | Ariana Grande | Diretor |